# Itame vauaria
Itame vauaria là một loài bướm đêm trong họ Geometridae.